# Jules Harmand

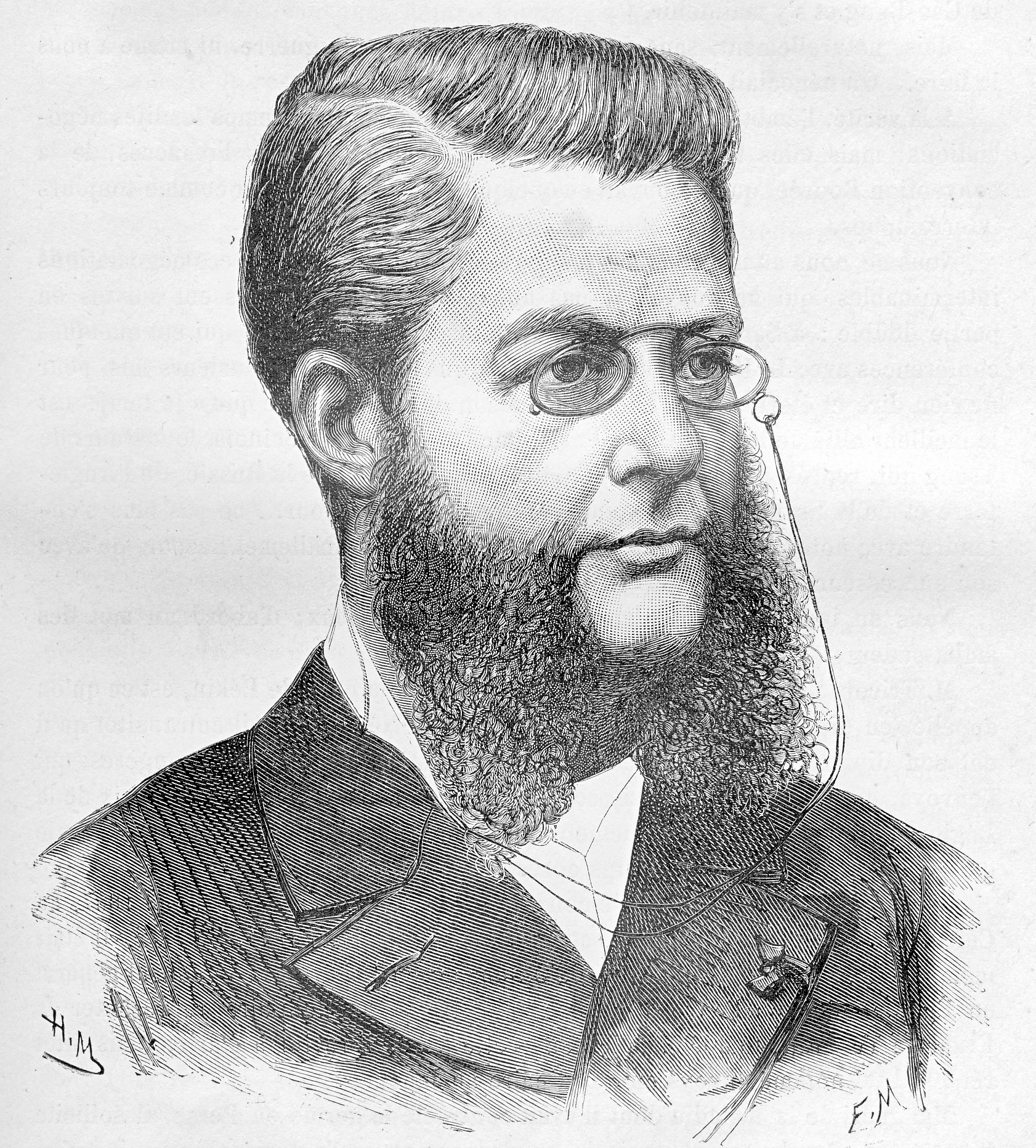
Porträt Jules Harmands von 1887

François Jules Harmand (* 23. Oktober 1845 in Saumur; † 14. Januar 1921 in Poitiers) war ein französischer Naturforscher und Reisender.
Er studierte in Paris und Straßburg Medizin und nahm als Marinearzt bis 1870 an verschiedenen Expeditionen der Flotte teil, war während des französisch-deutschen Kriegs in der Ostsee und machte 1871 den Feldzug gegen die Kabylen mit. Darauf wurde er als Arzt und Naturforscher der wissenschaftlichen Expedition von Louis Delaporte beigesellt, welche in Kambodscha und dann in Tongking Forschungen und Sammlungen anstellen sollte. Alle Mitglieder der Expedition erkrankten, Harmand allein ausgenommen, der sodann Francis Garnier nach Tongking begleitete, den Feldzug mitmachte und eine Zeit lang den Posten eines Gouverneurs bekleidete, bis er 1874 nach Frankreich zurückkehrte. Zum zweiten Mal bereiste er von 1875 bis 1877 Kambodscha, erforschte die Zuflüsse des Mekong, überstieg die große indisch-chinesische Gebirgskette und gelangte nach Huế. Von 1881 bis 1907 arbeitete er als französischer Diplomat in Ostasien.
Berichte seiner Reisen veröffentlichte er im Bulletin der Geographischen Gesellschaft zu Paris, im Tour du monde, in den Annales de l’extrême orient etc.